# Franglais
Als Franglais wird eine Form der französischen Sprache beschrieben, die viele Anglizismen enthält. Der Begriff Franglais ist ein Kunstwort aus den Wörtern français und anglais (französisch für französisch bzw. englisch).
In Frankreich und Québec wird versucht, englische Spracheinflüsse zu unterbinden. Was im Deutschen wie im Englischen der Computer oder der Walkman heißt, wird im Französischen als ordinateur und baladeur bezeichnet, es werden also eigens neue Wörter kreiert. In verschiedenen Bereichen von Verwaltung und Wirtschaft ist der alleinige Gebrauch des Französischen vorgeschrieben bzw. die Verwendung englischer Einsprengsel ist untersagt (in Frankreich durch das Loi Toubon (1994), in Québec durch das Loi 101). Im Alltag werden trotzdem häufig englische Ausdrücke wie le weekend oder le match verwendet.
Ein dem Franglais vergleichbares Phänomen wird in der deutschen Sprache als Denglisch bezeichnet.

## Sonderform des Franglais:les réemprunts(die Rückentlehnungen)
Ursprüngliche englische Gallizismen (französische Wörter, die in der englischen Sprache übernommen wurden), wurden in ihrer Bedeutung, Lautung oder Schreibung allmählich verändert und anschließend mit der neuen Bedeutung ins Französische „rückentlehnt“.
Die réemprunts zeigen, wie schwierig in der Praxis die Trennung zwischen Fremd-, Lehn- und Erbwörtern sein kann. Da das Englische eine nicht unbedeutende Zahl an französischen Lehnwörtern enthält, die vor allem aus der Normandie (11./12. Jahrhundert) stammen, kommt manchmal die Frage auf, ob das Wort nun ein Lehnwort aus dem Englischen, ein französisches Wort oder ein vom Englischen „rückentlehntes“ Wort ist.
| Wort              | Ursprung / Bedeutung |
| ----------------- | --- |
| Bacon             | Kommt aus dem Altfranzösischen bacon (Schinken).                                                                                                  |
| Challenge         | Kommt aus dem Altfranzösischen chalenge (einen Rivalen herausfordern).                                                                            |
| Customiser        | Von custom, aus dem Altfranzösischen costume (Gewohnheit, Kleid) > frz. coutume (Gewohnheit, Tradition)                                           |
| (E-)mail          | Das Wort mail kommt aus dem Altfranzösischen male (Ledertasche, Reisetruhe) > frz. malle (Truhe).                                                 |
| Marketing         | Von market wiederum aus dem Altnordfranzösischen market, marquet, frz. marché.                                                                    |
| Management        | Aus ménagement, einer veralteten Form für Verwaltung (ménager).                                                                                   |
| Budget            | Aus dem Altfranzösischen bougette für Geldbeutel.                                                                                                 |
| Rosbif            | (Roastbeef auf Englisch) aus dem Altfranzösischen rost (später rôt) für braten und bœuf (Bulle).                                                  |
| Rally             | Aus dem Altfranzösischen ralier (wiedervereinigen) > frz. rallier                                                                                 |
| Spoiler           | Von spoil, kommt aus dem Altfranzösischen espoiller (plündern etc.).                                                                              |
| Sport             | Von sport, kommt aus dem Altfranzösischen desporter (Spaß haben, sich vergnügen) > frz. déporter.                                                 |
| Supporter (Sport) | Von support + Endung -er, kommt aus dem Französischen support (Träger) und supporter (unterstützen).                                              |
| Tennis            | Aus dem Französischen tenez, welches vor einem Aufschlag beim Jeu de Paume (Vorgänger des Tennis aus Frankreich) dem Gegner zugerufen wurde.      |
| Cash              | Aus dem Französischen caisse (Kasse) |
| Denim (selten)    | Stoff aus Baumwolle oder Hanffaser aus der französischen Stadt Nîmes (de Nîmes)                                                                   |
| Pedigree          | Aus dem Französischen pied de grue (Kranichfuß), anglo-normannisch pedegru, pedigrew, um die Form eines genealogischen Stammbaums zu umschreiben. |
| Poney             | Aus dem Altfranzösischen poulenet, damit waren kleine Pferde gemeint, als Diminutiv des Wortes Poulain (Fohlen).                                  |
| Punch             | Aus dem Altfranzösischen ponchonner von ponchon (scharfes Werkzeug, scharfe Waffe)                                                                |
| Randomiser        | Von random, aus dem Altfranzösischen randon (Rennen, Lauf) > frz. randonnée (Wanderung).                                                          |